# Arancino
L'arancino (in siciliano arancina o arancinu) è una specialità tradizionale della cucina siciliana e della bassa Calabria. Come tale, è stata ufficialmente riconosciuta e inserita nella lista dei prodotti agroalimentari tradizionali italiani (PAT) del Ministero delle politiche agricole alimentari e forestali (MiPAAF) con il nome di "arancini di riso".
Si tratta di una palla o di un cono di riso impanato e fritto, del diametro di 8–10 cm, farcito generalmente con ragù, piselli e caciocavallo oppure dadini di prosciutto cotto e mozzarella. Il nome deriva dalla forma originale e dal colore dorato tipico, che ricordano un'arancia, ma va detto che nella Sicilia orientale gli arancini hanno più spesso una forma tradizionale conica.

## Etimologia
L'etimologia della parola italiana "arancino" è molto dibattuta, soprattutto per via di un campanilismo linguistico interno alla Sicilia, che finisce erroneamente per suddividere l'isola tra area occidentale ed orientale.
La realtà linguistica è molto più complessa della ormai famosa disputa fra l'arancinu catanese o messinese e l'arancina palermitana.
Infatti in siciliano la parola "arancina" è altrettanto diffusa in alcuni settori della parte orientale dell'isola, in particolare nelle aree di Ragusa e Siracusa, così come "arancinu" è variamente diffuso in aree meno orientali. In altre aree gli usi tra i due termini sono adottati a macchia di leopardo tra i restanti comuni siciliani.
Muhammad bin Hasan al-Baghdadi nel suo libro di cucina, scritto nel 1226, riporta la ricetta della Nāranjīya (arancia) – una polpetta di carne di montone immersa nell'uovo sbattuto e fritta in modo da farla assomigliare a un'arancia – che ricorda parecchio questa frittura siciliana.
Secondo lo scrittore Gaetano Basile questa pietanza dovrebbe essere indicata al femminile, in quanto il nome deriverebbe dal frutto dell'arancio, cioè l'arancia, che in lingua italiana è declinato al femminile.
Opinione avversa a questa tesi è quella dello scrittore Angelo Forgione, per cui il nome al maschile poggia sul presupposto che il termine nasca al maschile nella lingua siciliana, cioè arancinu, dove l'uscita in u finale siciliana equivale all'uscita in o italiana. La tesi poggia sulla prima comparsa della glossa, avvenuta nel 1851 nel Dizionario siciliano-italiano del palermitano Giuseppe Biundi, in cui la pietanza viene appunto riportata come "arancinu" e la forma indicata è quella "[...] dello arancio". Pertanto, il termine d'origine sarebbe esattamente quello di arancinu/arancino in quanto piccolo arancio. Ulteriore sostegno a questa tesi è fornito dall'Accademia della Crusca, che, pur validando la correttezza di entrambe le diciture, precisa come alla distinzione di genere nell'italiano standard, femminile per i nomi dei frutti e maschile per quelli degli alberi, si sia giunti solo nella seconda metà del Novecento. Fu evidentemente la spinta verso l’italiano standard di fine Ottocento e primo Novecento a indurre i palermitani ad adottare la forma femminile arancia in via di affermazione nella lingua nazionale, usata anche per indicare la crocchetta di riso in sembianze di piccola arancia (arancina).
A supporto di questa attestazione storica al maschile, è il caso di denotare che la lingua siciliana, derivando dal latino volgare, ha mantenuto, a differenza dell'italiano, la corrispondenza fra i generi grammaticali adottati dalla lingua latina per piante e frutti.
È così che in siciliano i frutti mantengono quasi integralmente il genere grammaticale maschile, derivando questo direttamente dal genere neutro che il latino aveva fissato per i frutti (ad es. pirum: in italiano "la pera", in siciliano "u piru"), mentre gli alberi – nonostante la desinenza della seconda o quarta declinazione formalmente maschile in -us – mantengono il genere grammaticale femminile (ad es. pirus: in italiano "il pero", in siciliano "a pirara" o "l'àrburu dû piru"). In siciliano infatti il frutto dell'albero di arancia è detto aranciu e, segnatamente, partuallu; in entrambi i casi al maschile. Un'ulteriore differenza morfologica e fonologica rispetto all'italiano, è che entrambi i plurali maschile e femminile convergono nella forma arancini. In siciliano è quindi possibile pronunciare e scrivere il plurale "l'arancini" (o anche "l'arancina"), intendendo sia "gli arancini" che "le arancine".
La forma maschile è peraltro indicata da tutti i moderni dizionari della lingua italiana, e internazionale.

## Storia

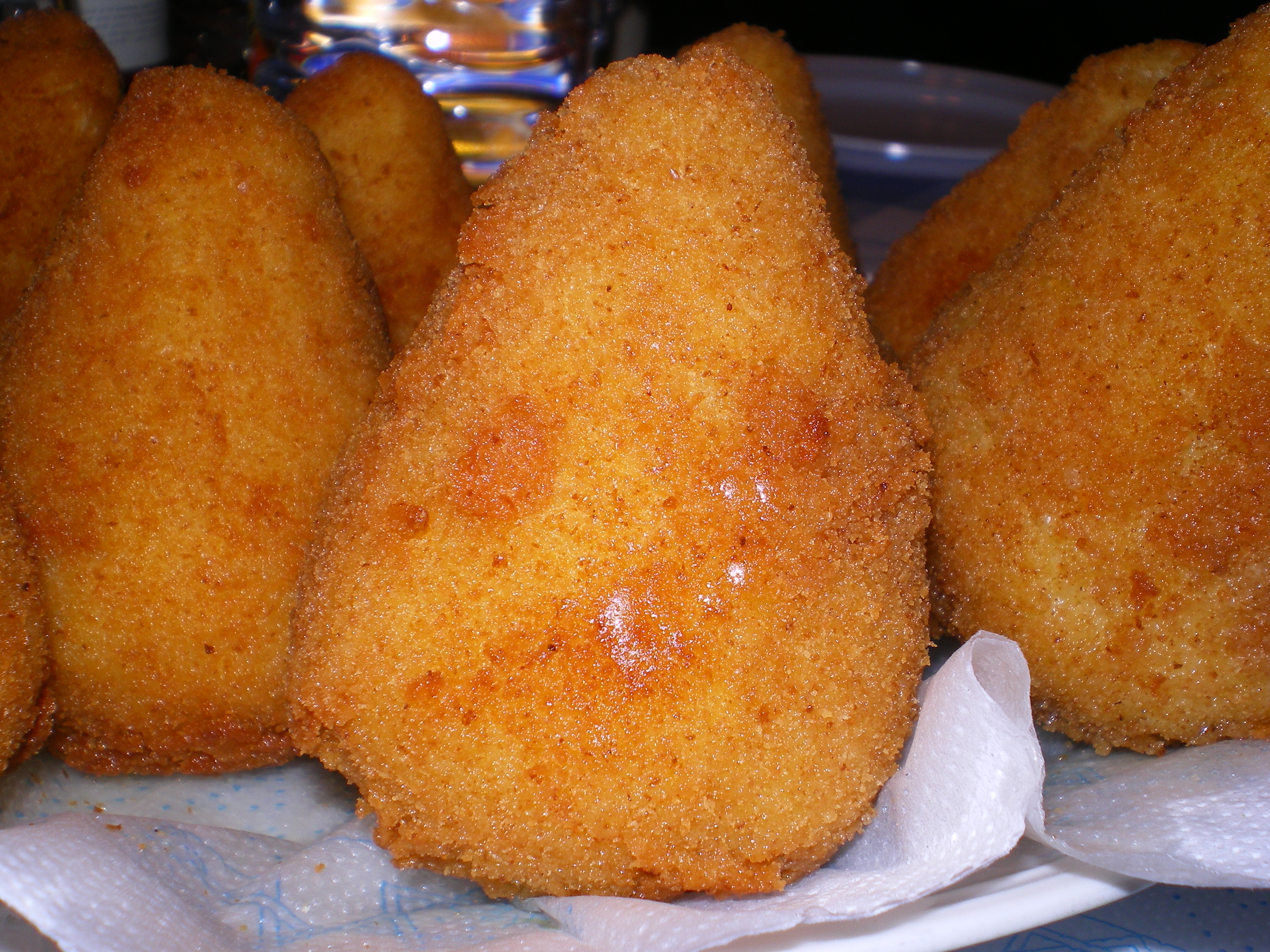
Arancini dalla zona di Messina a forma conica.

Le origini dell'arancino sono molto discusse. Essendo un prodotto popolare risulta difficile trovare un riferimento di qualche tipo su fonti storiche che possano chiarire con esattezza quali le origini e quali i processi che hanno portato al prodotto odierno con tutte le sue varianti.
In assenza di fonti specifiche, quindi, alcuni autori si sono cimentati nell'immaginarne le origini a partire dall'analisi degli ingredienti che costituiscono la pietanza. Così, per via della presenza costante dello zafferano, se ne è supposta una origine alto-medioevale, in particolare legato al periodo della dominazione musulmana, epoca in cui sarebbe stata introdotta nell'isola l'usanza di consumare riso e zafferano condito con erbe e carne. Agli stessi arabi vanno fatti risalire anche originario aspetto e denominazione della pietanza, dato che erano soliti abbinare nomi di frutti alle preparazioni di forma tonda, come riportato da Giambonino da Cremona. L'invenzione della panatura nella tradizione a sua volta viene spesso fatta risalire alla corte di Federico II di Svevia, quando si cercava un modo per recare con sé la pietanza in viaggi e battute di caccia. La panatura croccante, infatti, avrebbe assicurato un'ottima conservazione del riso e del condimento, oltre ad una migliore trasportabilità. Si è supposto che, inizialmente, l'arancino si sia caratterizzato come cibo da asporto, possibilmente anche per il lavoro in campagna.
Non mancano piuttosto le fonti relative al termine arancinu, la cui più antica pare essere il Vocabolario siciliano etimologico, italiano e latino di Michele Pasqualino edito a Palermo nel 1785, in cui è riportato alla voce corrispondente "del colore della melarancia, rancio, croceus". Curiosamente, poco oltre il Pasqualino riporta che il termine arancia era riferito all'albero di citrus × aurantium, mentre aranciu al suo frutto, contrariamente a come avviene nella lingua italiana. Da questa edizione fino alla metà del XIX secolo il lemma arancinu indicava prevalentemente un tipo di colore, ipotesi avallata anche dal linguista Salvatore Trovato che attesta altresì la diffusione del termine arancina nel trapanese e in località come Avola, Favara, Giarratana, Noto, Ragusa, Riesi e Vittoria; mentre la prima fonte a menzionare arancine sarebbe il romanzo I Viceré dello scrittore catanese Federico de Roberto, pubblicato nel 1894. 
La prima documentazione scritta che parli esplicitamente dell'arancini in qualità di pietanza è il Dizionario siciliano-italiano di Giuseppe Biundi del 1851, il quale testimonia la presenza di "una vivanda dolce di riso fatta alla forma dello arancio". Questo dato induce a ritenere che l'arancino sia nato come pietanza dolce, e solo in seguito sia divenuta salata. In effetti pare che i primi acquisti di uno degli elementi tipici costituenti l'arancino salato, il pomodoro, siano datati al 1852, un anno dopo l'edizione del Biundi: la diffusione di tale ortaggio e il suo uso massiccio nella gastronomia siciliana si deve ipotizzare sia successiva a tale data e - verosimilmente - nel 1851 non era parte dell'arancino. L'assenza di riferimenti precedenti al Biundi potrebbe in realtà essere indice di una relativa "modernità" del prodotto, certamente comunque nella sua versione salata.
Ricette di manicaretti fritti di riso, di gusto salato, sono attestate nei ricettari di Francesco Leonardi e di Ippolito Cavalcanti, tra il 1790 e il 1839.
Sulla origine della versione dolce pure permangono notevoli dubbi: l'accostamento con santa Lucia e i prodotti tipici legati ai suoi festeggiamenti apre diverse possibilità di interpretazione. A Palermo, secondo la tradizione, nel 1646 approdò una nave carica di grano che pose fine ad una grave carestia, evento ricordato con la creazione della cuccìa, un prodotto a base di chicchi di grano non macinato, miele, cioccolato e ricotta. Lo stesso accadde a Siracusa (città natale della santa) nel 1763, che insieme a Palermo è il luogo di origine di questo dolce, preparato e consumato ancora oggi nella città aretusea. Non è impensabile quindi che i primi arancini dolci siano una versione da trasporto della stessa cuccìa. In merito al legame tra i due prodotti e i festeggiamenti luciani, ancora oggi il 13 dicembre di ogni anno è tradizione palermitana quanto trapanese, festeggiare il giorno di santa Lucia in cui ci si astiene dal consumare cibi a base di farina, mangiando arancini (di ogni tipo, forma e dimensione) e cuccìa.
In merito alla diffusione di questo prodotto nel mondo, si possono rintracciarne le origini nel fenomeno della emigrazione di siciliani all'estero, almeno nella sua fase iniziale, che fondarono rosticcerie nei luoghi in cui si stabilirono portando con sé i prodotti regionali. Un secondo fenomeno è dovuto alla creazione di rosticcerie di qualità in Italia e all'estero da parte di cuochi affermati e imprenditori siciliani.

## Nella cultura di massa
L'arancino è considerato dai siciliani il prodotto di rosticceria più caratteristico della propria regione e quasi tutte le grandi città ne rivendicano la paternità. Questo atteggiamento fortemente campanilistico ha spesso acceso discussioni che oggi si sono diffuse a livello popolare anche grazie ai canali virtuali di discussione sociale, come blog, forum e altre forme di social network. In particolare, nel comprensorio palermitano si rammenta che l'origine della pietanza risalirebbe alla gastronomia araba e al dominio islamico di cui il capoluogo siciliano fu capitale, così come che l'arancia da cui derivano nomi e forme sia una parola di origine araba dato che furono proprio i saraceni a importarne la coltivazione in Sicilia.
A riprova della sua popolarità, l'argomento non ha mancato di coinvolgere anche personaggi del mondo della cultura. Popolari chef come Alessandro Borghese chiamano la pietanza "arancina", preparandola nella forma rotonda che è tradizionale nella Sicilia occidentale. Anche nella letteratura appaiono diversi riferimenti a questo prodotto gastronomico: il personaggio dei romanzi di Andrea Camilleri - il commissario Montalbano, nella finzione letteraria noto estimatore di questo piatto - è forse il più popolare tra essi e la prima raccolta dell'autore siciliano dedicata al detective è persino intitolata Gli arancini di Montalbano e quasi per intero dedicato alla passione del commissario per tale pietanza, che egli chiama al maschile.

## Preparazione
Cuocere al dente del riso originario in abbondante brodo fino a completo assorbimento per poi farlo raffreddare su un piano di marmo. Prelevare delle piccole porzioni di riso freddo e modellarle scegliendo la forma (sferica o conica) dopo aver posto al centro di ognuna una della farciture, che per la variante "al ragù" sarà a base di ragù al sugo di carne macinata, piselli e formaggio, mentre per la variante "al burro" sarà di salumi e formaggio (esistono però numerose versioni perché è un piatto molto versatile). Successivamente, passare gli arancini in una pastella fluida di acqua e farina ed impanarli in del pangrattato. Friggere in olio caldo fino a doratura. 
Per cucinare il riso dell'arancino è molto diffuso l'uso dello zafferano per dare un colorito dorato al riso, molto compatto e nettamente separato dalla farcitura.
In ogni caso, la ricetta originale degli arancini non prevede l'uso delle uova, né per il ripieno (l'originario infatti contiene molto amido e non necessita di uova per essere legato), né per la panatura.

## Tipologia

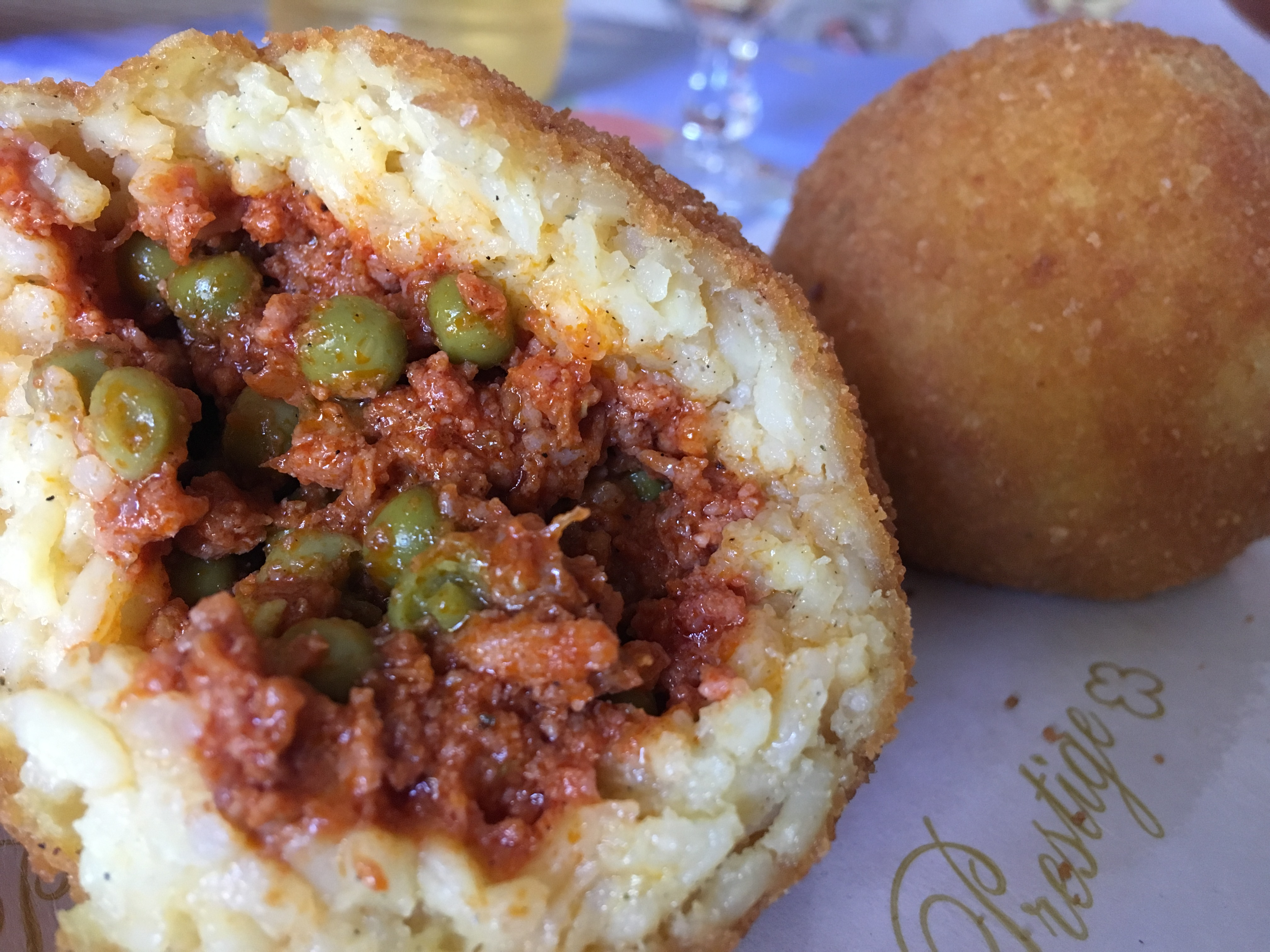
Arancino al ragù

L'arancino più diffuso in Sicilia è quello al ragù di carne (per praticità, un sostituto dell'originale sugo), quello al burro (con mozzarella, prosciutto e, a volte, besciamella) e quello agli spinaci (condito anch'esso con mozzarella). Inoltre, nel catanese sono diffusi anche l'arancino "alla norma" (con melanzane, detto anche "alla catanese") e quello al pistacchio di Bronte. La versatilità dell'arancino è stata sfruttata per diverse sperimentazioni. Esistono infatti ricette dell'arancino che prevedono, oltre ovviamente al riso, l'utilizzo di funghi, salsiccia, gorgonzola, salmone, pollo, pesce spada, frutti di mare, pesto, gamberetti nonché del nero di seppia (l'inchiostro). Ne esistono varianti dolci: gli arancini vengono preparati con il cacao e coperti di zucchero (solitamente in occasione della festa di santa Lucia); ce ne sono alla crema gianduia (soprattutto nel palermitano) e al cioccolato, nonché all'amarena. Per facilitare la distinzione tra i vari gusti, la forma dell'arancino può variare.
In Campania l'arancino prende il nome di palla di riso (pall' 'e riso) ed è rotondo e solitamente di dimensioni più piccole. È ripieno di riso al sugo o al ragù con aggiunta di piselli, carne e mozzarella.